# برادفورد بيركنز
برادفورد بيركنز (بالإنجليزية: Bradford Perkins)‏ هو مهندس معماري أمريكي، ولد في 13 يناير 1943 في شيكاغو في الولايات المتحدة.